# Charles Roulier
Pour les articles homonymes, voir Roulier.
Charles Frantzévitch Roulier (en russe : Карл Францевич Рулье, Karl Frantsevitch Roulie), né le 20 avril 1814 à Nijni Novgorod et mort le 22 avril 1858 à Moscou, est un biologiste, zoologiste et naturaliste russe qui fut directeur du musée zoologique de Moscou et professeur à l'université de Moscou.

## Biographie
Charles Roulier est le fils d'un cordonnier français établi en Russie et d'une sage-femme. Il est éduqué à domicile, puis dans des pensions privées. Il s'installe à Moscou en 1829 pour entrer à l'Académie médico-chirurgicale de Moscou, dont il devient étudiant du troisième cours en 1831, auprès de Gotthelf Fischer von Waldheim et d'Alexeï Leontievitch Lovetski. Il termine l'Académie en 1833 avec une première médaille d'argent. Il entre comme médecin militaire au régiment des dragons de Riajsk, où il demeure jusqu'en 1836.
L'exercice de la médecine ne lui convient pas et il prend avec joie la proposition du président de l'Académie médico-chirurgicale de devenir répétiteur auprès de l'Académie. Il présente une thèse sur les hémorroïdes en 1837 et reçoit le titre de docteur en médecine, après quoi Roulier enseigne la minéralogie et la zoologie en qualité de professeur-assistant. Parallèlement il travaille au musée zoologique de l'université, dont il est conservateur à partir de 1837, puis directeur à partir de 1840. Cette année-là, il commence à donner des cours magistraux de zoologie à l'université de Moscou. Il est nommé professeur extraordinaire en 1842 à la chaire de zoologie et professeur ordinaire en 1850.
Charles Roulier est élu en 1838 membre de la Société des naturalistes de Moscou, dont il est choisi comme secrétaire pendant quelques années.
Il fut l'un des premiers propagandistes en Russie des sciences naturelles qu'il popularise auprès du public cultivé. Outre sa carrière professorale, Roulier fonde et publie des articles dans la revue Le Messager des sciences naturelles (« Вестник естественных наук ») qui paraît de 1854 à 1860. Il a fondé l'école des évolutionnistes zoologistes (Anatoli Bogdanov et Nikolaï Severtsov, etc.) et fait partie des cofondateurs du parc zoologique de Moscou, inauguré en 1864.
Il est enterré au cimetière de la Présentation (Moscou).
Parmi ses élèves, l'on peut distinguer Nikolaï Severtsov (1827-1885) et Nikolaï Kauffmann (1834-1870).

## Publications

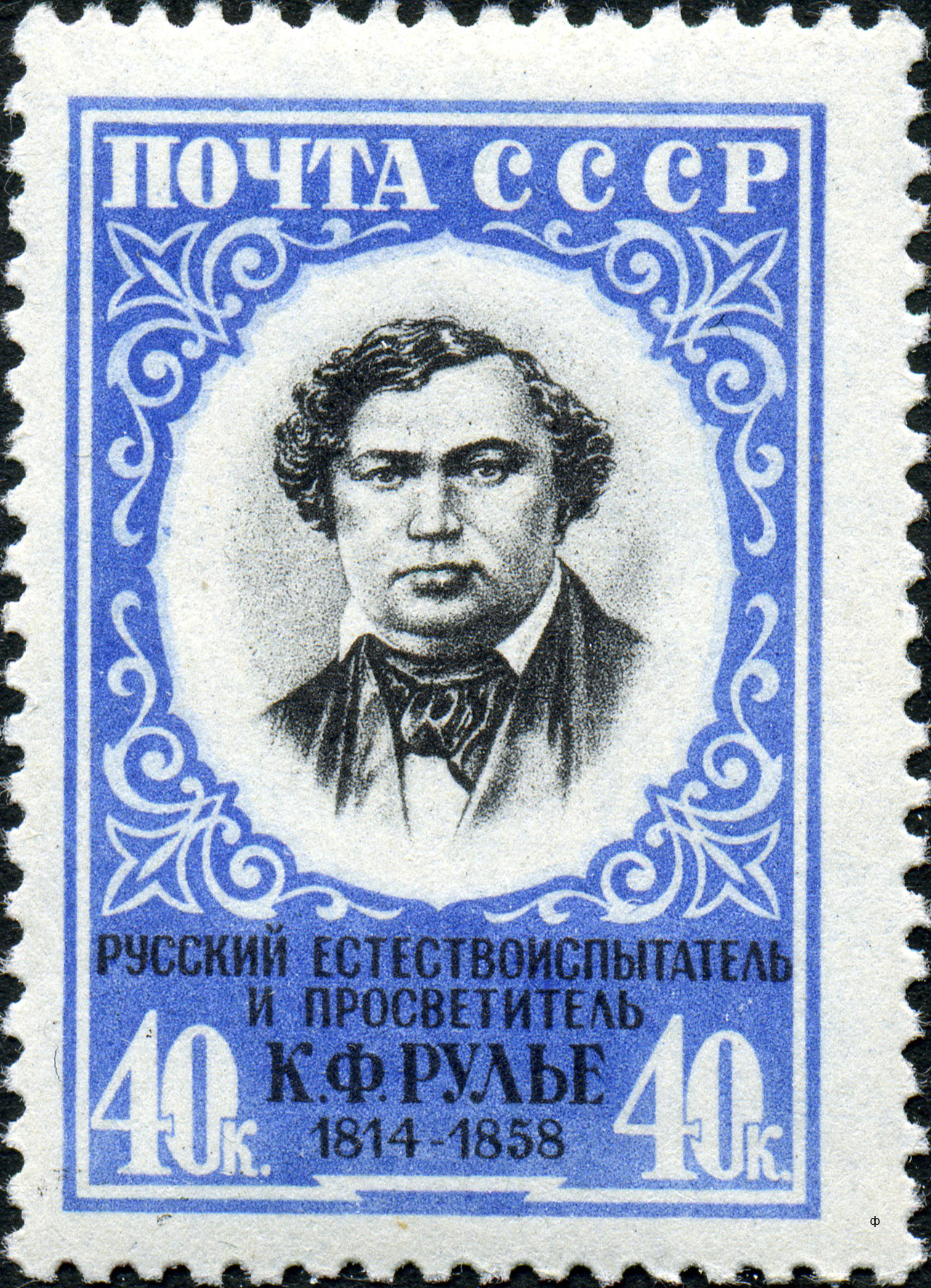
Timbre soviétique à l'effigie de Roulier émis en 1958

- (ru) О влиянии наружных условий на жизнь животных [ De l'influence dans la vie animale des conditions extérieures] // Библиотека для воспитания [Bibliothèque de l'éducation], 1845. 2e partie, pp. 190–220 ; 3e partie, pp. 51–86.
- (ru) Жизнь животных по отношению к внешним условиям : три публ. лекции, читанные ординарным профессором К. Рулье в 1851 г. [La vie des animaux en relation avec les conditions extérieures : trois cours du professeur ordinaire K. Roulié donnés en 1851] – Moscou : université de Moscou, 1852. – 121 pages.
- (ru) Избранные биологические произведения [Œuvres choisies de biologie] / réd. et commentaires de L. Ch. Davitachvili et S. R. Mikoulinski, Moscou : éd. Académie des sciences d'URSS, 1954. – 688 pages.
- (ru) Зообиология [Zoobiologie] // in B. E. Raïkov, Les Évolutionnistes-biologistes russes avant Darwin : matériels pour l'histoire des idées évolutionnistes en Russie ; Léningrad. : édité par l'Académie des sciences d'URSS, 1955. Tome 3. pp. 437–604. (le manuscrit est conservé au département des manuscrits de la bibliothèque scientifique de l'université d'État de Moscou)

## Source
- (ru) Cet article est partiellement ou en totalité issu de l’article de Wikipédia en russe intitulé « Рулье, Карл Францевич » (voir la liste des auteurs).